# حصانة الاستثمارية
حصانة الاستثمارية شركة استثمارية سعودية، وهي الذراع الاستثمارية للمؤسسة العامه للتأمينات الاجتماعية، تستثمر بالأسواق المحلية والعالمية، وتضم أسهم وسندات وملكية خاصة. تحقق عائد استثماري للمؤسسة العامة للتأمينات الاجتماعية بمعدل 3% سنويا.
في يونيو 2021، صادق مجلس الوزراءالسعودي على دمج المؤسسة العامة للتقاعد في المؤسسة العامة للتأمينات الاجتماعية، حيث سينتج عن الدمج إنشاء واحدة من أضخم المحافظ الاستثمارية في السوق السعودية، بقيمة سوقية تصل إلى 93 مليار ريال. من أبرز مكونات هذه المحفظة حصة تصل إلى 13% من البنك الأهلي السعودي، و30% من البنك السعودي للاستثمار، ونحو 36% من التعاونية للتأمين. خلال الفترة القادمة سيتم تقييم هيكلة شركة الاستثمارات الرائدة وشركة حصانة الاستثمارية للاستفادة من كليهما وقدرتهما في تحقيق الأهداف لما يعود بالنفع على المؤسسة.